# Salon de Bruxelles de 1872
Le Salon de Bruxelles de 1872 est la vingt-deuxième édition du Salon de Bruxelles, exposition périodique d'œuvres d'artistes vivants. Il a lieu en 1872, du 15 août au 3 novembre dans un bâtiment existant du Musée dans le palais de Charles de Lorraine.
Ce Salon est le quatorzième organisé depuis l'Indépendance de la Belgique en 1831. Les récompenses sont remises sous forme de médailles d'or. Le gouvernement et le roi Léopold II procèdent à des achats. 
La Société libre des beaux-arts de Bruxelles, fondée en 1868 afin de réagir contre l'académisme,organise trois expositions en 1872 et crée la publication L'Art libre qui émet de nombreuses propositions de réforme au sujet de l'organisation pratique des expositions officielles. 
La jeune école s'impose de la manière la plus énergique. À ne considérer que les paysagistes et les animaliers, la rupture avec les anciennes traditions est presque complète. Dans la peinture d'histoire, quelques jeunes ambitionnent le rôle de continuateurs des doctrines académiques, mais d'autres rompent radicalement avec ces principes et s'efforcent de trouver une voie nouvelle. 

## Organisation
Pour chaque exposition, les dates et l'organisation générale sont fixées par arrêté royal, sur proposition du ministre responsable. La commission directrice de l'exposition est ensuite nommée par arrêté ministériel, le règlement de l'exposition est également fixé par arrêté ministériel. Chaque Salon est donc géré par une commission directrice distincte.

## Contexte
Ce Salon est le quatorzième organisé depuis l'Indépendance de la Belgique en 1831. L'exposition de 1872 débute le 15 août. Le roi Léopold II assiste à l'ouverture solennelle du Salon. L'exposition a lieu dans les locaux du musée au palais de Charles de Lorraine, car contrairement à l'exposition triennale précédente, la commission du Jardin botanique de Bruxelles (comprenant des hommes éminents) a refusé de prêter de nouveau les salles et les terrains pour y construire des annexes. Le gouvernement n'a pas voulu passer outre. Heureusement, le long d'un bâtiment ancien du musée, on venait de bâtir une nouvelle galerie parallèle à l'ancienne qui ne suffisait plus à contenir les collections et celle-ci était elle-même en voie de reconstruction. Les tableaux qu'elle contenait avaient été temporairement retirés et relégués dans les magasins. Le gouvernement prend le parti de profiter de la circonstance pour y installer les tableaux de l'exposition dans des locaux appropriés, mais dont la superficie est insuffisante.

## Catalogue

### Données générales
Alors que le Salon de 1869 comprenait plus de 1800, l'édition de 1872 propose 1 437 numéros. Le local du musée étant d'une superficie insuffisante, l'accrochage des œuvres est réalisé du sol au plafond, en les superposant sur trois ou quatre rangs, ne permettant pas au public de toutes les apprécier de la même manière. La commission directrice n'a pas anticipé cet écueil et a admis trop de tableaux. Certains artistes qui risquent d'être exclus envisagent, selon L'Écho du parlement, de créer à l'instar de Paris un Salon des refusés, ce qui n'advient pas.

### Peinture

#### Académisme et réalisme

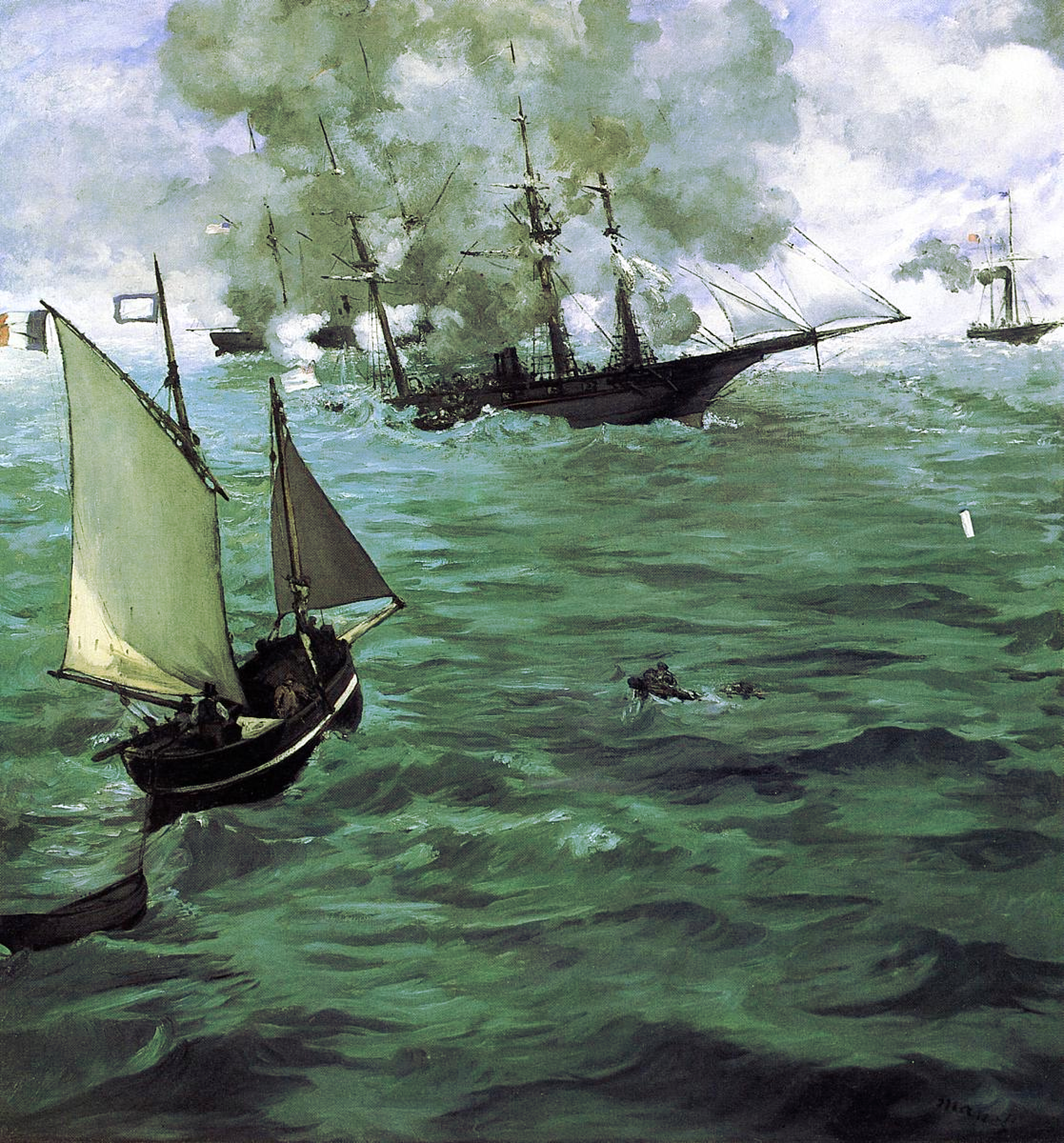
Le Combat du Kearsarge et de l'Alabama par Édouard Manet, exposé au Salon de Bruxelles de 1872.

La Société libre des beaux-arts de Bruxelles fondée en 1868 afin de réagir contre l'académisme organise trois expositions en 1872 et crée la publication L'Art libre qui émet de nombreuses propositions de réforme au sujet de l'organisation pratique des expositions officielles, comme la limitation du nombre d'œuvres à admettre au Salon à 600, et un maximum de deux pièces par artiste, ainsi que le classement des œuvres par affinité, afin qu'elles se valorisent mutuellement, au lieu de se nuire.
Selon le critique d'art Hyacinthe De Bruyn, depuis longtemps on n'a vu l'antagonisme d'écoles se prononcer avec autant d'énergie qu'au Salon de 1872. La présence de la jeune école s'accentue de la manière la plus énergique. À ne considérer que les paysagistes et les animaliers, la rupture avec les anciennes traditions est presque complète. Dans la peinture d'histoire, quelques jeunes ambitionnent le rôle de continuateurs des doctrines académiques, mais d'autres rompent radicalement avec ces principes et s'efforcent de trouver une voie nouvelle. Parmi les réactionnaires, deux écoles s'opposent : celle issue du réalisme français et celle qui constitue le mouvement artistique flamand. 
Le réalisme belge n'est pas aussi exclusif qu'en France. Il est notamment représenté par Charles de Groux qui expose deux natures mortes, et par Edmond Lambrichs de la Société libre des beaux-arts qui a envoyé trois portraits. Parmi les peintres français, Gustave Courbet a envoyé une seule œuvre : La Femme à la vague, déjà vue au Salon de Gand de 1868. Édouard Manet présente pour la première fois ses toiles à Bruxelles : Le Combat du Kearsarge et de l'Alabama, une marine, Un déjeuner, une nature morte et un portrait intitulé Un gamin.

#### Les frères De Vriendt et l'art flamand
Selon le Journal de Bruxelles, l'apparition de chacune des toiles des frères Julien et Albrecht De Vriendt provoque de vives discussions entre ceux qui y voient l'avènement d'un art jeune et sincère et ceux qui le combattent à outrance. La tendance des œuvres des De Vriendt s'enracine dans le mouvement national. Les deux peintres proclament une régénération artistique basée sur l'esprit national et les principes de l'art flamand. Les deux frères exposent quatre grandes toiles historiques et légendaires. Julien De Vriendt a envoyé Les Gantois conjurant Philippe van Artevelde de se mettre à leur tête et Comment Sainte Élisabeth de Hongrie a été repoussée par les habitants d'Eisenach, tandis que Alfred De Vriendt a peint Richilde et Jean De Gavre et Jacqueline de Bavière implorant de Philippe le Bon la grâce de son mari. Pour sa part, L'Indépendance belge, estime que les tableaux des De Vriendt constituent une tentative de forcer les portes du grand art qui n'aboutit qu'à de faibles résultats. On ne distingue leurs œuvres qu'à la signature. Ils étudient avec soin les éléments de l'époque qu'ils veulent représenter. Les types des figures sont de création arbitraire, ils n'ont pas le cachet de la vérité, l'apparence de la vie. C'est en général le défaut des peintres archéologues de produire des œuvres qui tiennent plus de la pétrification que de la nature animée.

#### Peinture de genre et paysage

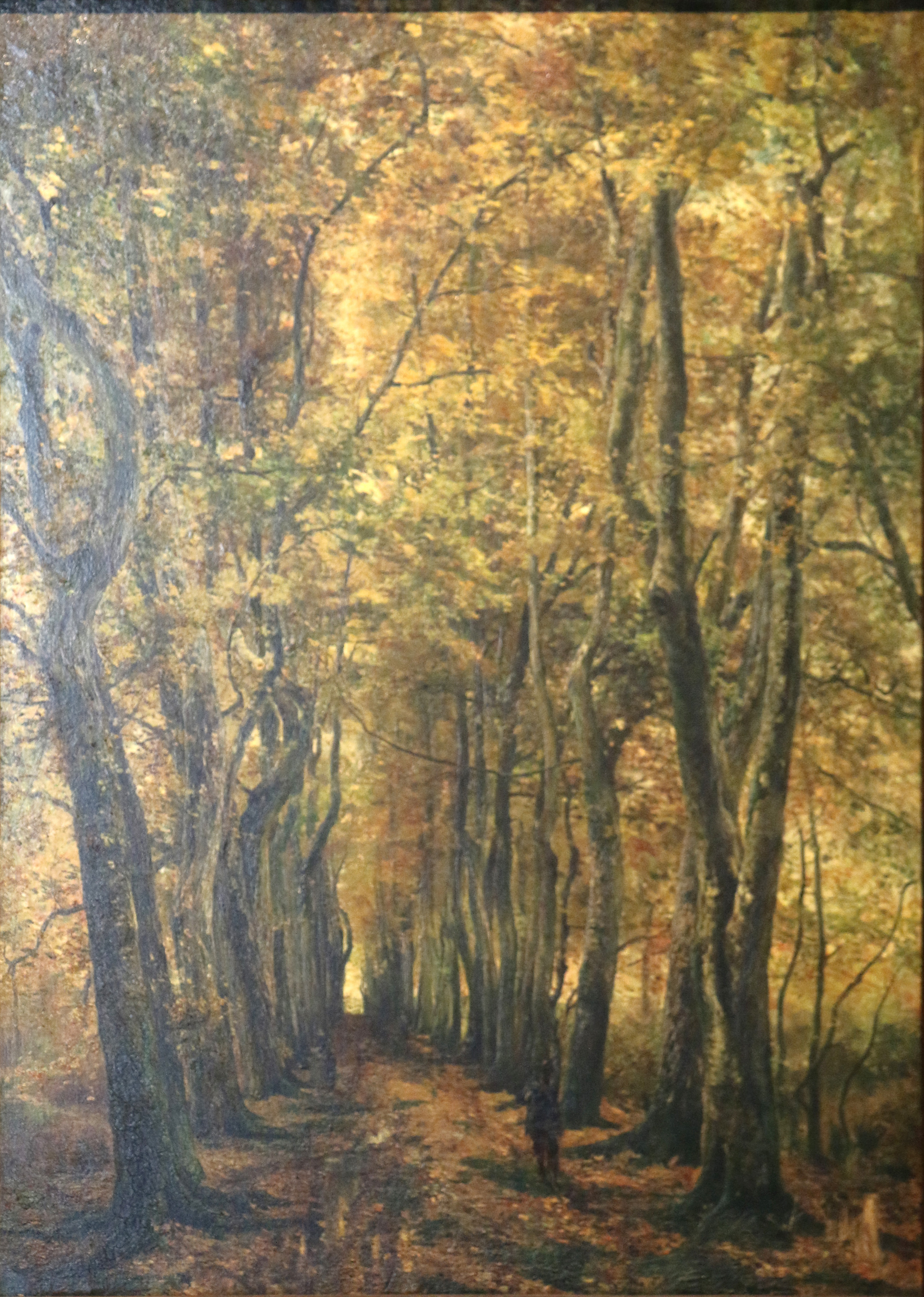
Allée des vieux charmes à Tervueren par Hippolyte Boulenger au Salon de 1872.

La peinture de genre et le paysage conservent, depuis plusieurs années, leur place prépondérante au Salon. Les artistes allemands ont réussi à s'imposer dans les scènes de genre, grâce à des artistes comme Marc Louis Benjamin Vautier ou Ludwig Knaus. En Belgique, l'un des vétérans parmi les peintres, Jean-Baptiste Madou, progresse encore et a envoyé Explication d'un passage obscur, Une Oreille dure et Le Raisonneur. Cesare Dell'Acqua expose trois tableaux, dont Une femme turque. Jean-François Millet a peint un Berger assis sur un rocher.
Les paysages de l'école belge sont avantageusement représentés par Hippolyte Boulenger qui a envoyé trois toiles, dont Allée des vieux charmes à Tervueren. Le critique d'art Hyacinthe De Bruyn décrit les paysages présents à l'exposition. L'anversois Joseph Van Luppen est un peintre dans la haute et bonne acceptation du mot : Le Matin est tout bonnement de bonne facture poétique et sentimentale. Théodore Baron, l'un des précurseurs de l'École de Calmpthout, possède une étonnante fermeté de pinceau, sa couleur est solide, et le dessin irréprochable, ses trois tableaux, et tout particulièrement La Meuse à Profondeville impressionnent et satisfont complètement. Joseph Quinaux parvient toujours à triompher des obstacles et son Gué sur la Lesse, de même que Vue prise dans le Grand-duché de Luxembourg, démontrent son talent spécial pour peindre les ciels. Isidore Verheyden progresse : son Étang aux environs de Bruxelles est d'un grand aspect et exécuté avec une furia magistrale. 
En revanche, Hyacinthe De Bruyn estime les paysages de Narcisse Díaz de la Peña faux, conventionnels et prétentieux. Jean-Baptiste Camille Corot, l'un des meilleurs paysagistes français a envoyé cette année trois toiles d'une grande monotonie. Le néerlandais Paul Gabriël qui affectionne particulièrement la végétation sobre et rude des plaines de la Hollande est fort apprécié au Salon. François Lamorinière devient « cotonneux ». Proche de l'École de Barbizon, Charles-François Daubigny n'expose qu'un seul tableau : Troupeau de moutons, d'une vérité et d'une ampleur de style.

#### Peinture d'animaux et marine

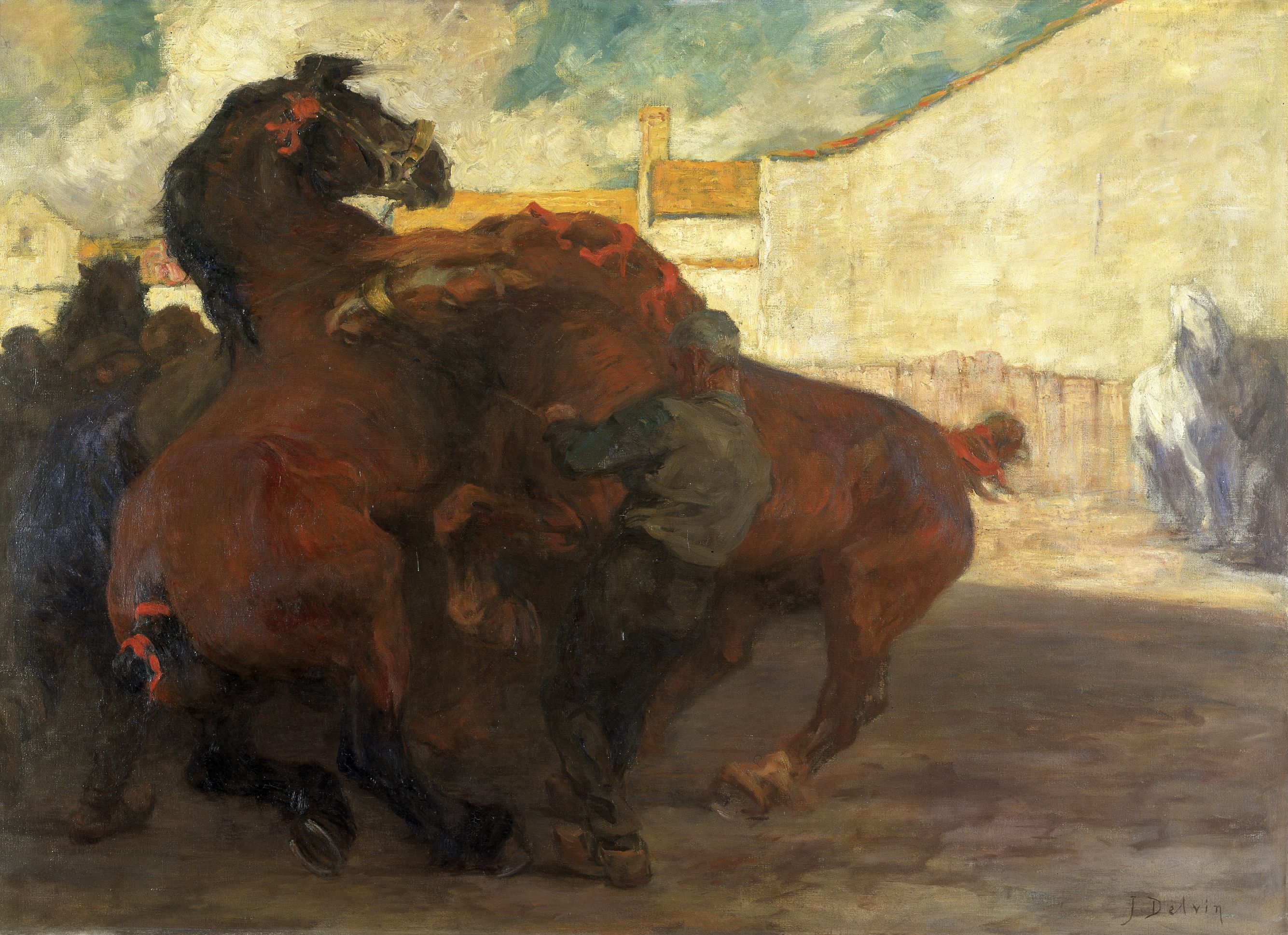
Les Chevaux en danger de Jean Delvin, exposé au Salon de Bruxelles de 1872.

Parmi le nombre élevé de peintres animaliers, Johannes Hubertus Leonardus de Haas est, selon le critique Hyacinthe De Bruyn, celui à qui revient la palme grâce à Pâturages au bord de l'Yssel, où les animaux sont traités avec de la supériorité et de la distinction. Xavier De Cock expose trois toiles où l'on découvre un grand sentiment de coloriste. Alfred Verwée présente quelques négligences de dessin pour sa brosse virile et son exécution solide. Sa Récolte dans le nord de la Flandre laisse présager qu'il ne s'arrêtera pas dans la voie du progrès dans laquelle il s'est engagé. Ses chevaux sont vigoureux et bien vivants, la couleur est très vraie et tout démontre que l'artiste devient de plus en plus personnel. Louis Robbe soutient sa réputation exprimée dans ses trois œuvres : Intérieur à Vielsam, Moutons au pâturage et son Taureau. Les Chevaux en danger de  Jean Delvin représentent un caractère vraiment dramatique. Enfin, Charles Verlat expose Le Troupeau attaqué qui concourt à relever le niveau d'ensemble du Salon.

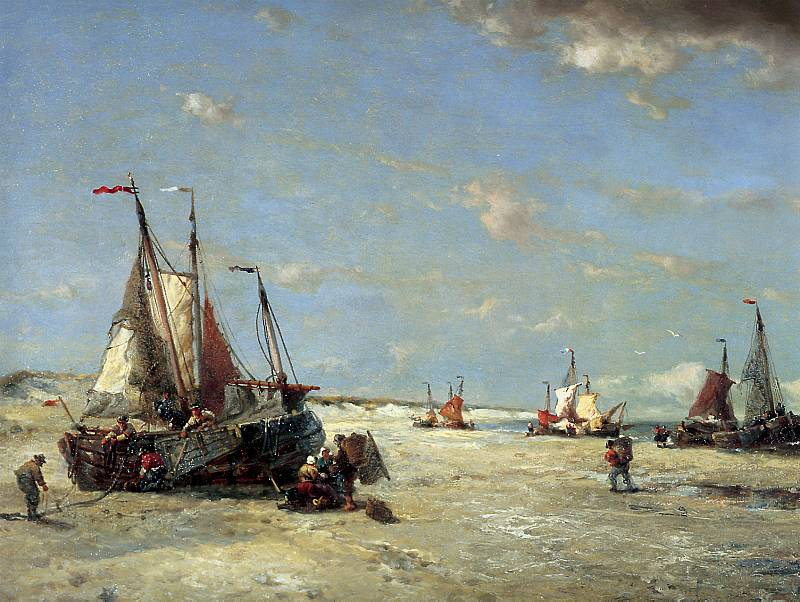
Plage de la Panne Belgique, par François Musin au Salon de 1872.

Les marines sont représentées notamment par Paul Clays, membre du jury de placement de la commission directrice : Approche de l'orage et Temps de brise, côtes de Hollande, deux toiles très lumineuses qui ont les qualités de ses meilleures productions ; en revanche Le Bassin du commerce à Bruxelles n'offre rien de pittoresque, même si l'artiste a réussi à peindre une eau très transparente. Arthur Bouvier, de Bruxelles, d'abord influencé par l'École de Tervueren, est ensuite devenu un remarquable interprète de la mer. Sa Tempête de la Manche constitue un des plus grand succès du Salon. Son émule Louis Artan de Saint-Martin expose La Plage de Berck qui aurait produit un meilleur effet s'il avait été peint sur une échelle de moindre dimension. François Musin progresse et réalise de sérieux tableaux : Plage de La Panne, près de Furnes et Anciens moulins de Slykens sont très réussis. Hendrik Willem Mesdag est moins heureux avec ses deux toiles représentant Schéveningue.

### Sculpture
Selon L'Indépendance belge, la statue représentant Christian Daniel Rauch réalisée par Friedrich Drake de Berlin est la preuve que l'on peut réaliser une statue du plus bel aspect, du plus grand caractère sans rien changer aux formes des vêtements usités dans le temps actuel, qu'il faut bien conserver sous peine de manquer à la vérité historique. Pour sa part Albert-Ernest Carrier-Belleuse propose un buste de l'empereur Napoléon III, d'après nature. Il n'a pas flatté son modèle et sa sincérité pourrait passer pour de l'ironie. Un premier enfant de Charles-Auguste Fraikin retient l'attention du public devant ce groupe en marbre, tout comme devant son buste en marbre Éléonore d'Este qui, toutefois, ne rappelle en rien les traits du personnage. Guillaume De Groot expose un Mercure, modèle d'une des figures du groupe représentant le commerce et l'industrie du grand escalier de la Banque nationale. La République de Paul De Vigne n'est pas seulement sévère et énergique, elle est presque farouche et menaçante. Le buste en marbre, Un gamin, dû au ciseau de Julien Dillens est accueilli favorablement par la critique qui estime l'œuvre charmante et empreinte de nature. On rencontre dans les galeries de sculptures quelques statues et quelques groupes mythologiques ou allégoriques, ciselés selon la tradition plus ou moins bien observée, mais dont la forme manque d'originalité en dépit de leur qualité technique. Les bustes sont en grand nombre et n'ont comme mérite que de reproduire plus ou moins fidèlement les traits des modèles.

## Résultats

### Ordre de Léopold

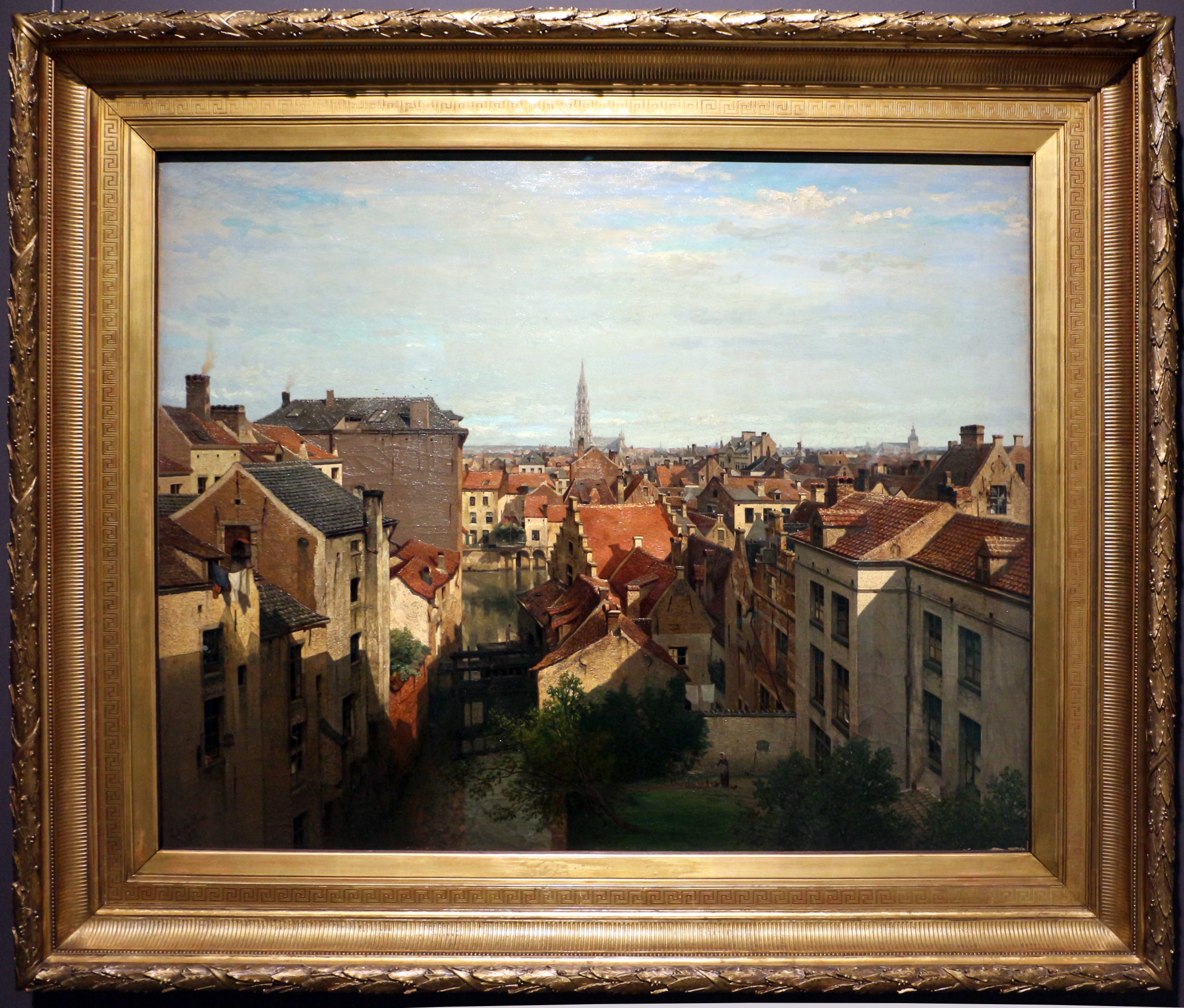
Bruxelles en 1868 par Jean-Baptiste Van Moer, 1872.

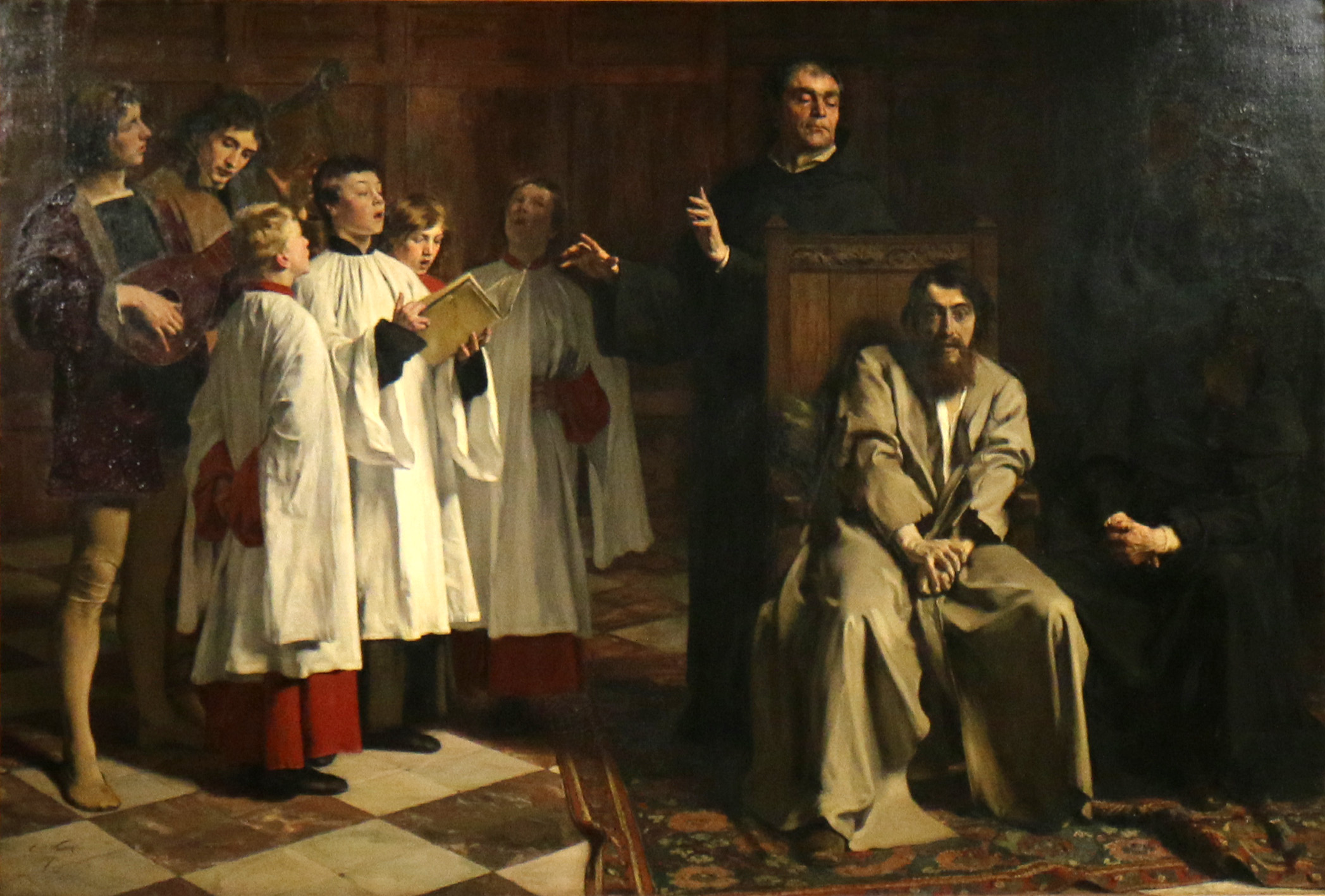
La Folie d'Hugo van der Goes par Émile Wauters au Salon de 1872.

En vertu de l'arrêté royal du 3 novembre 1872, trois artistes, Charles Baugniet (peintre à Paris), Johannes Hubertus Leonardus de Haas (peintre à Paris) et Joseph Franck (graveur à Bruxelles) deviennent officiers de l'ordre de Léopold. 
En vertu du même arrêté royal, treize artistes accèdent au rang de chevalier de l'ordre de Léopold : Christoffel Bisschop (peintre à La Haye), Jean-Baptiste Corot (peintre à Paris), Gustave Léonard de Jonghe (peintre à Paris), Narcisse Díaz de la Peña (peintre à Paris), Friedrich Drake (sculpteur à Berlin), Cyprien Godebski (sculpteur à Saint-Pétersbourg), Wilhelm Koller (peintre à Bruxelles), Victor Lagye (peintre à Anvers), Henryk Rodakowski (peintre à Lemberg), Antoine Sopers (d) (sculpteur à Bruxelles), Alfred Verwée (peintre à Bruxelles), Émile Wauters (peintre à Bruxelles) et Luigi Zuccoli (peintre à Rome).

### Médailles d'or
Sur proposition du jury des récompenses au gouvernement, huit médailles d'or, sont décernées, en vertu de l'arrêté royal du 2 septembre 1872, aux artistes suivants : Hippolyte Boulenger, Xavier De Cock et Joseph Van Luppen (paysagistes), André Hennebicq (auteur des Travailleurs italiens dans la campagne romaine) et Émile Wauters (peintre de la Folie de Hugo van der Goes), Guillaume De Groot (sculpteur à Bruxelles), Jean-André Laumans (sculpteur à Bruxelles) et Joseph Demannez (graveur à Bruxelles),.

### Achats par le gouvernement et par le roi
Six tableaux doivent être acquis par le gouvernement pour le musée de l'État : Atlas par Henri de Braekeleer, Sorcière par Victor Lagye, Le Matin par Joseph Van Luppen, Bruxelles en 1868 par Jean-Baptiste Van Moer, La Mort de Didon par Joseph Stallaert et La Folie d'Hugo van der Goes par Émile Wauters. Cependant, Émile Wauters ayant refusé que son tableau soit gravé par Jean-Baptiste van der Sypen, la commission, au lieu de désigner un autre graveur, n'acquiert pas l'œuvre d'Émile Wauters.
Pour sa part, le roi Léopold II acquiert Anvers par Henri de Braekeleer, La Jeune fille par Léopold Speeckaert et La Lune de miel par Charles Hermans.

### Catalogue
- Catalogue, Exposition générale des Beaux-Arts de 1872, catalogue explicatif, Bruxelles, Adolphe Mertens, 1872, 205 p. (lire en ligne).